# Daniel (Wyoming)
Daniel és una concentració de població designada pel cens dels Estats Units a l'estat de Wyoming. Segons el cens del 2000 tenia 89 habitants.

## Demografia
Segons el cens del 2000, Daniel tenia 89 habitants, 41 habitatges, i 27 famílies. La densitat de població era de 6,3 habitants/km².
Dels 41 habitatges en un 24,4% hi vivien nens de menys de 18 anys, en un 53,7% hi vivien parelles casades, en un 9,8% dones solteres, i en un 34,1% no eren unitats familiars. En el 31,7% dels habitatges hi vivien persones soles el 4,9% de les quals corresponia a persones de 65 anys o més que vivien soles. El nombre mitjà de persones vivint en cada habitatge era de 2,17 i el nombre mitjà de persones que vivien en cada família era de 2,74.
Per edats la població es repartia de la següent manera: un 20,2% tenia menys de 18 anys, un 2,2% entre 18 i 24, un 31,5% entre 25 i 44, un 33,7% de 45 a 60 i un 12,4% 65 anys o més.
L'edat mediana era de 44 anys. Per cada 100 dones de 18 o més anys hi havia 86,8 homes.
La renda mediana per habitatge era de 26.250 $ i la renda mediana per família de 24.821 $. Els homes tenien una renda mediana de 31.250 $ mentre que les dones 43.438 $. La renda per capita de la població era de 21.213 $. Entorn del 21,7% de les famílies i el 24,4% de la població estaven per davall del llindar de pobresa.

## Poblacions més properes
El següent diagrama mostra les poblacions més properes.